# 藤原宗平
藤原 宗平（ふじわら の むねひら）は、鎌倉時代前期から中期にかけての公卿。左近衛中将・藤原宗経の長男。官位は従二位・参議。

## 経歴
建永2年（1207年）従五位下に叙爵。承元4年12月（1211年1月）侍従に任ぜられ、建暦2年（1212年）には父・宗経の左近衛中将辞任と替わって右近衛中将に任官。建暦3年（1213年）に尾張介を経て、建保2年（1214年）従五位上に昇叙。
建保5年（1217年）正五位下に叙せられる。建保6年（1218年）備前介を務め、承久元年12月（1220年1月）従四位下に昇叙。承久2年（1220年）右近衛少将となり、承久4年（1222年）従四位上、元仁2年（1225年）正四位下と順調に昇進を重ね、嘉禄2年（1226年）に右近衛中将、嘉禄3年（1227年）に伊予介、寛喜4年（1232年）に美作介を兼ね、文暦元年12月（1235年1月）蔵人頭に補任。嘉禎2年（1236年）従三位・参議に叙任されて公卿に列した。嘉禎3年（1237年）美作権守を兼帯。
嘉禎4年（1238年）正月、正三位に進むが、4月に参議を辞任した。仁治元年（1240年）に従二位に叙せられるが、仁治4年（1243年）出家した。文永8年（1271年）4月1日に薨去。享年75。

## 人物
楽道の家に生まれたが、父・宗経同様にその家業を継承しなかった。

## 官歴
※以下、『公卿補任』の記載に従う。
- 建永2年（1207年）正月5日：従五位下に叙す（氏）。
- 承元4年12月17日（1211年1月3日）：侍従に任ず。
- 建暦2年（1212年）3月22日：右近衛中将に任ず。
- 建暦3年（1213年）正月13日：尾張介に任ず。
- 建保2年（1214年）正月5日：従五位上に叙す。
- 建保5年（1217年）正月6日：正五位下に叙す。
- 建保6年（1218年）正月13日：備前介に任ず。
- 承久元年12月13日（1220年1月20日）：従四位下に叙す。
- 承久2年（1220年）正月23日：右近衛少将に任ず。
- 承久4年（1222年）正月6日：従四位上に叙す（臨時）。
- 元仁2年（1225年）正月6日：正四位下に叙す。
- 嘉禄2年（1226年）4月19日：右近衛中将に転ず。
- 嘉禄3年（1227年）正月26日：伊予介を兼ぬ。
- 寛喜4年（1232年）正月30日：美作介を兼ぬ。
- 文暦元年12月21日（1235年1月11日）：蔵人頭に補す。
- 嘉禎2年（1236年）2月30日：参議に任ず。7月20日：従三位に叙す。
- 嘉禎3年（1237年）正月24日：美作権守を兼ぬ。
- 嘉禎4年（1238年）正月23日：正三位に叙す。4月20日：参議を辞す。7月16日：本座を聴す。
- 仁治元年（1240年）10月28日：従二位に叙す。
- 仁治4年（1243年）正月9日：出家。
- 文永8年（1271年）4月1日：薨去。享年75。

## 系譜
- 父：藤原宗経
- 母：藤原仲頼の娘
- 妻：不詳
- 生母不明の子女
  - 男子：中御門宗雅（1217-1269）
  - 男子：中御門宗実（?-1289）
  - 男子：中御門宗保
  - 男子：中御門宗光
  - 男子：中御門宗兼
  - 男子：中御門宗藤
  - 男子：宗恵